# 克罗地亚共和国广场

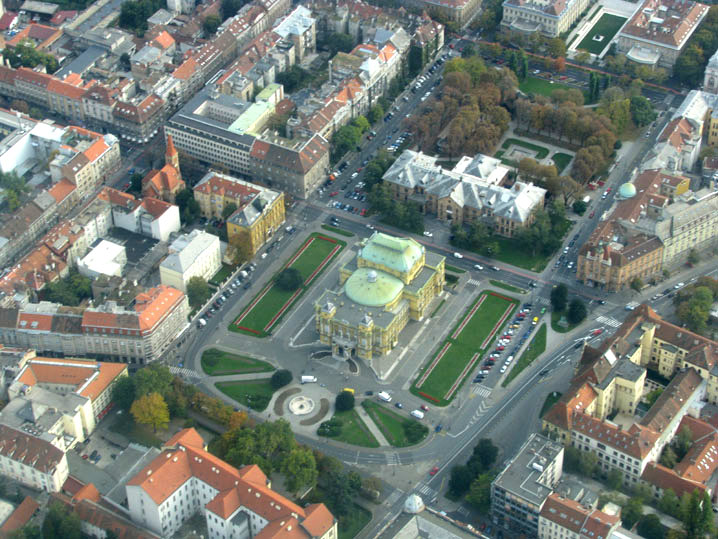

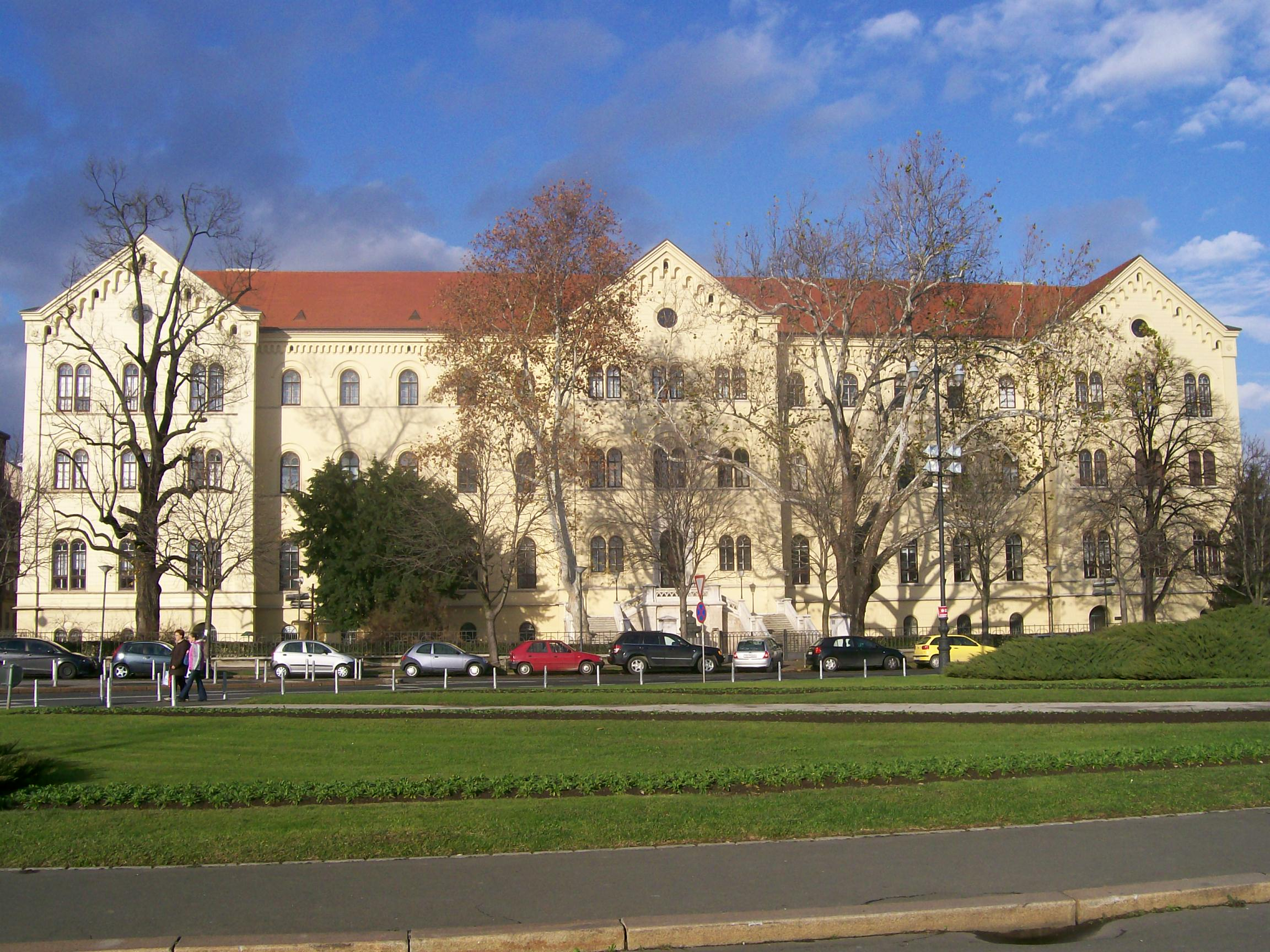

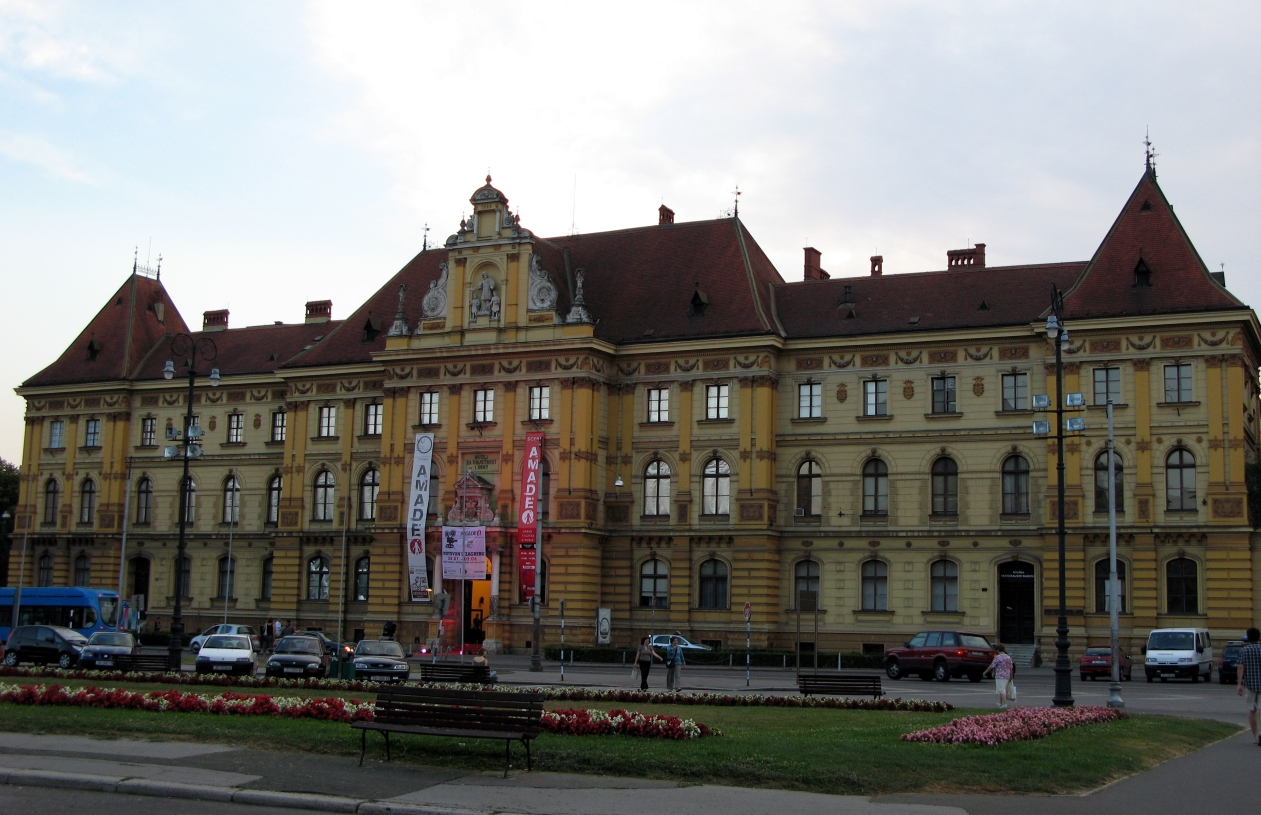

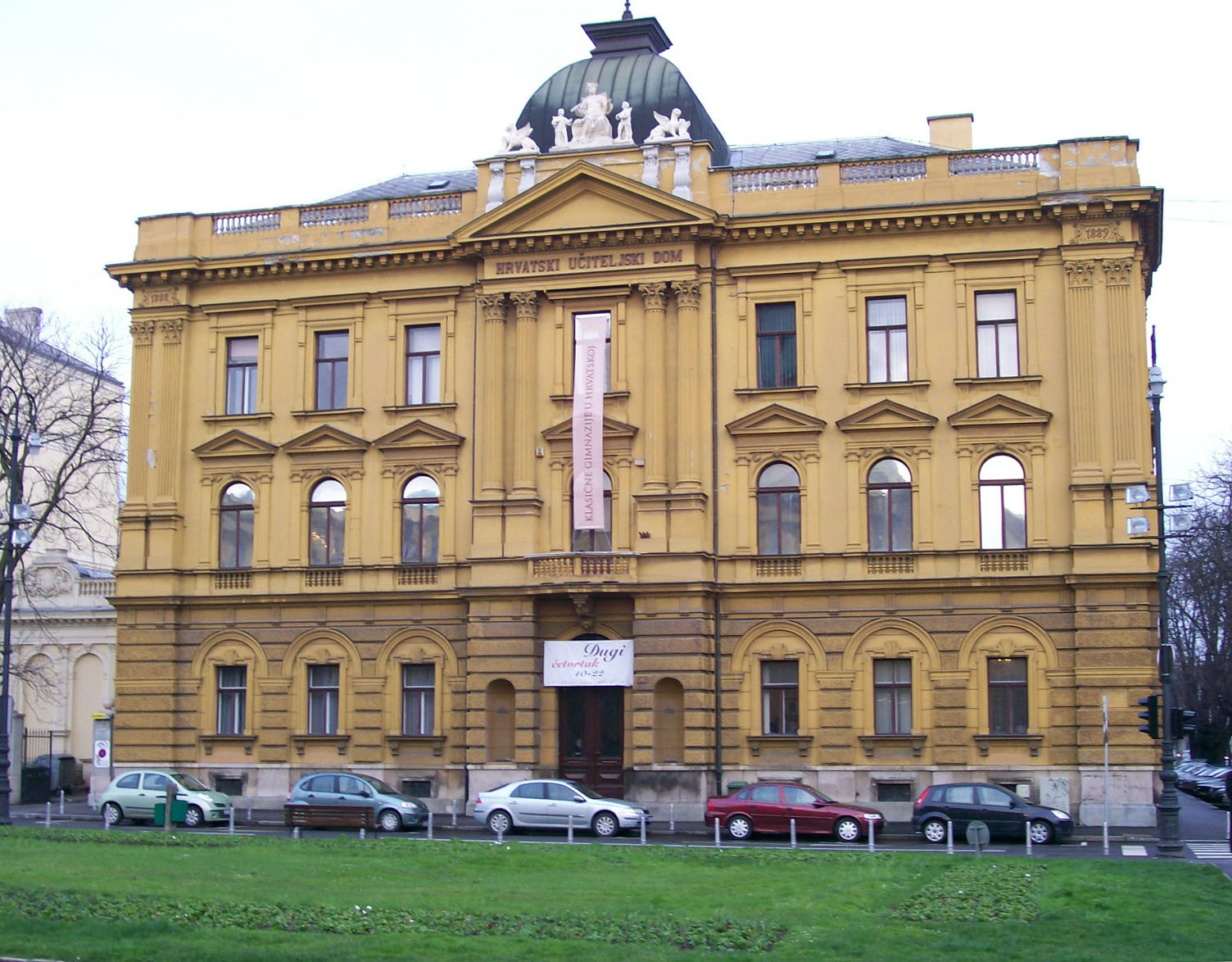

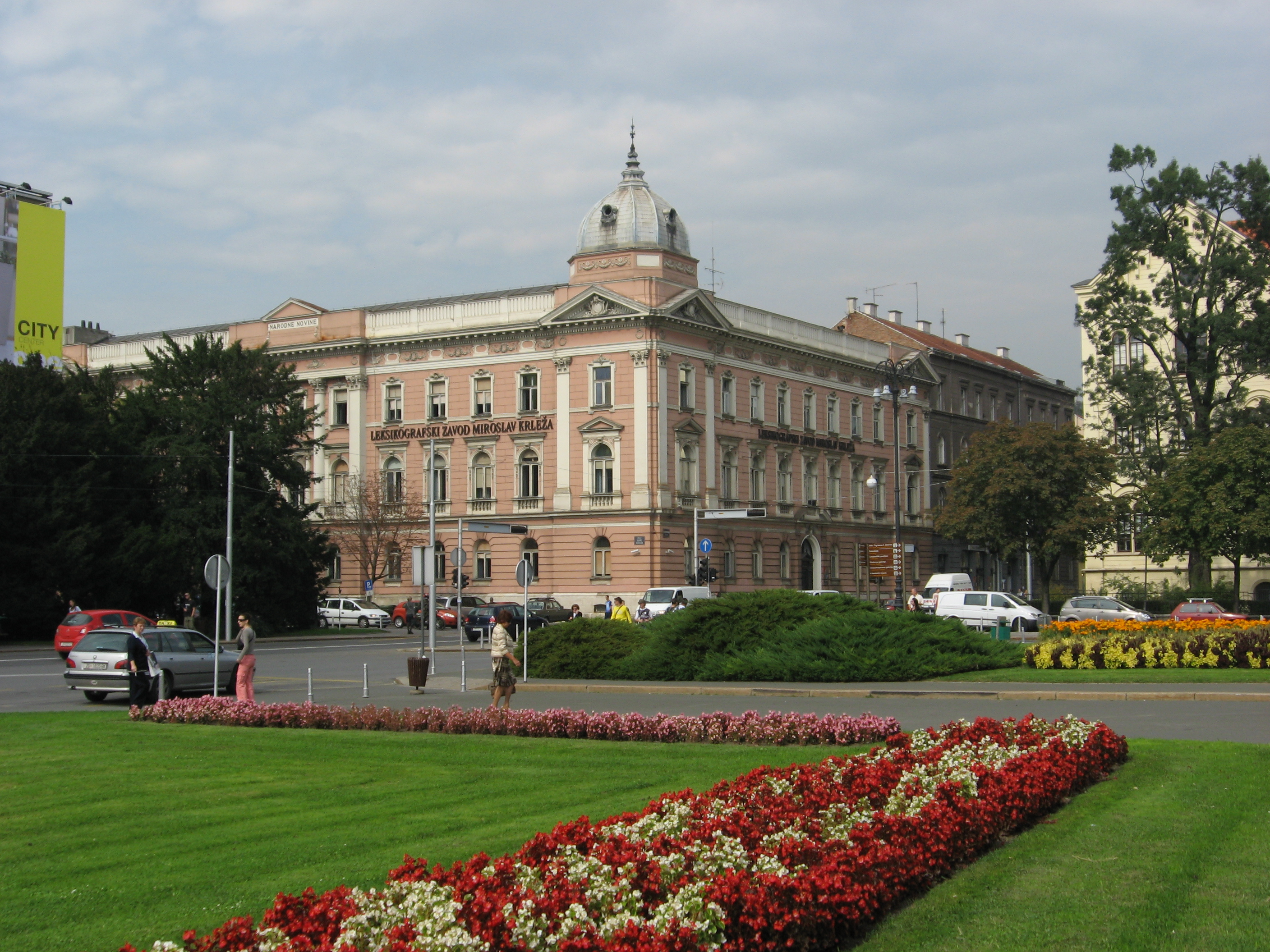

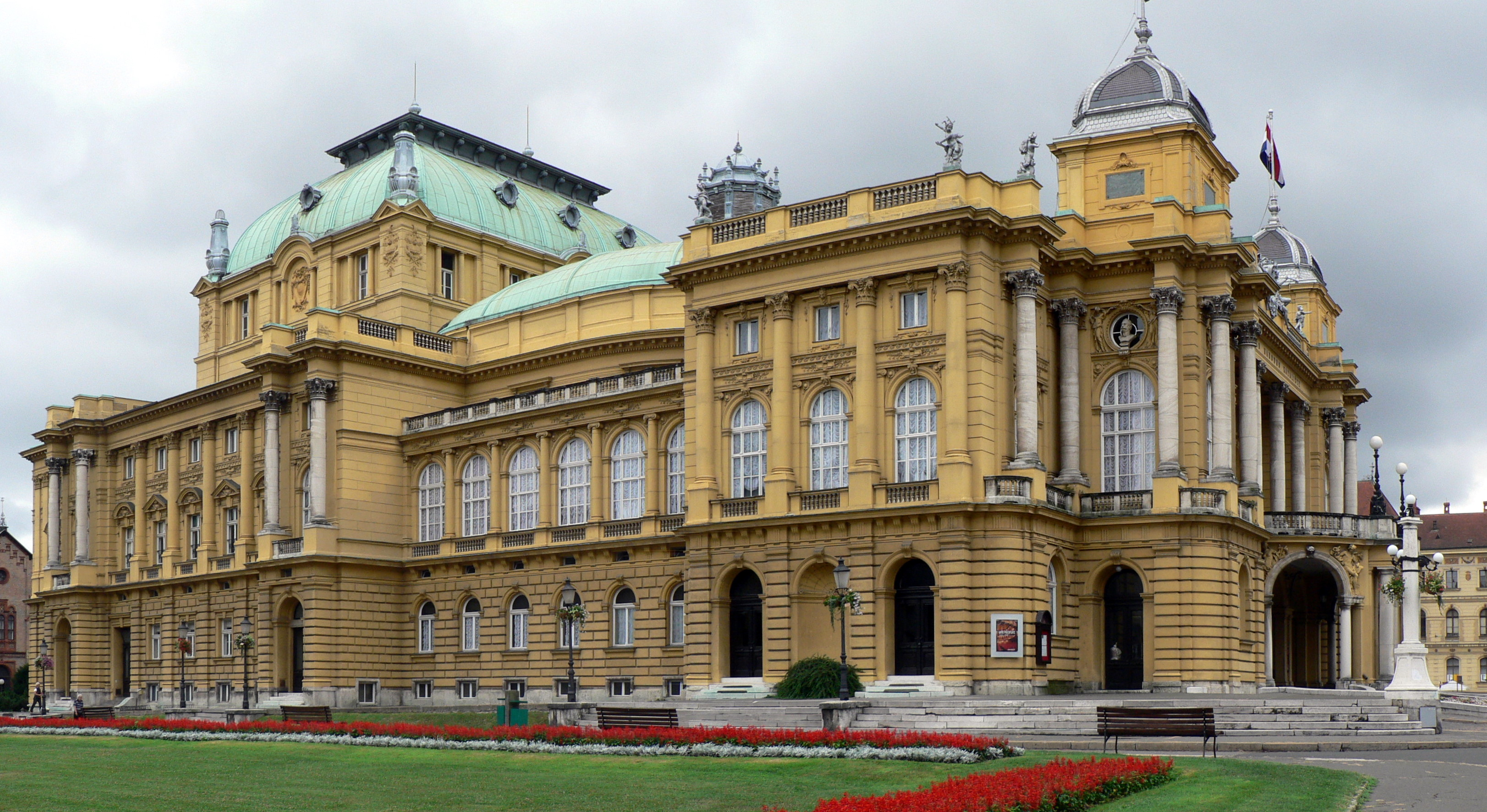

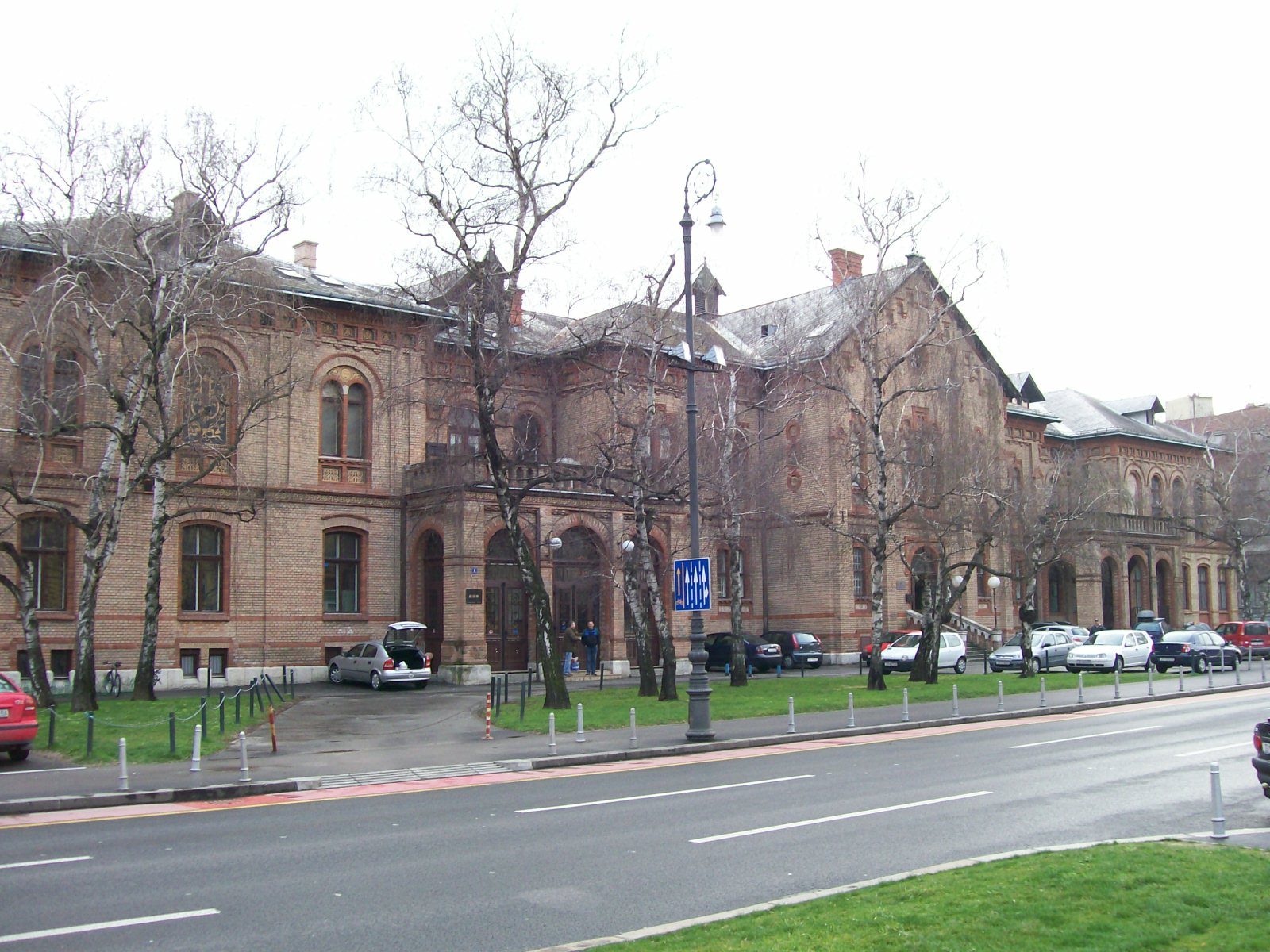

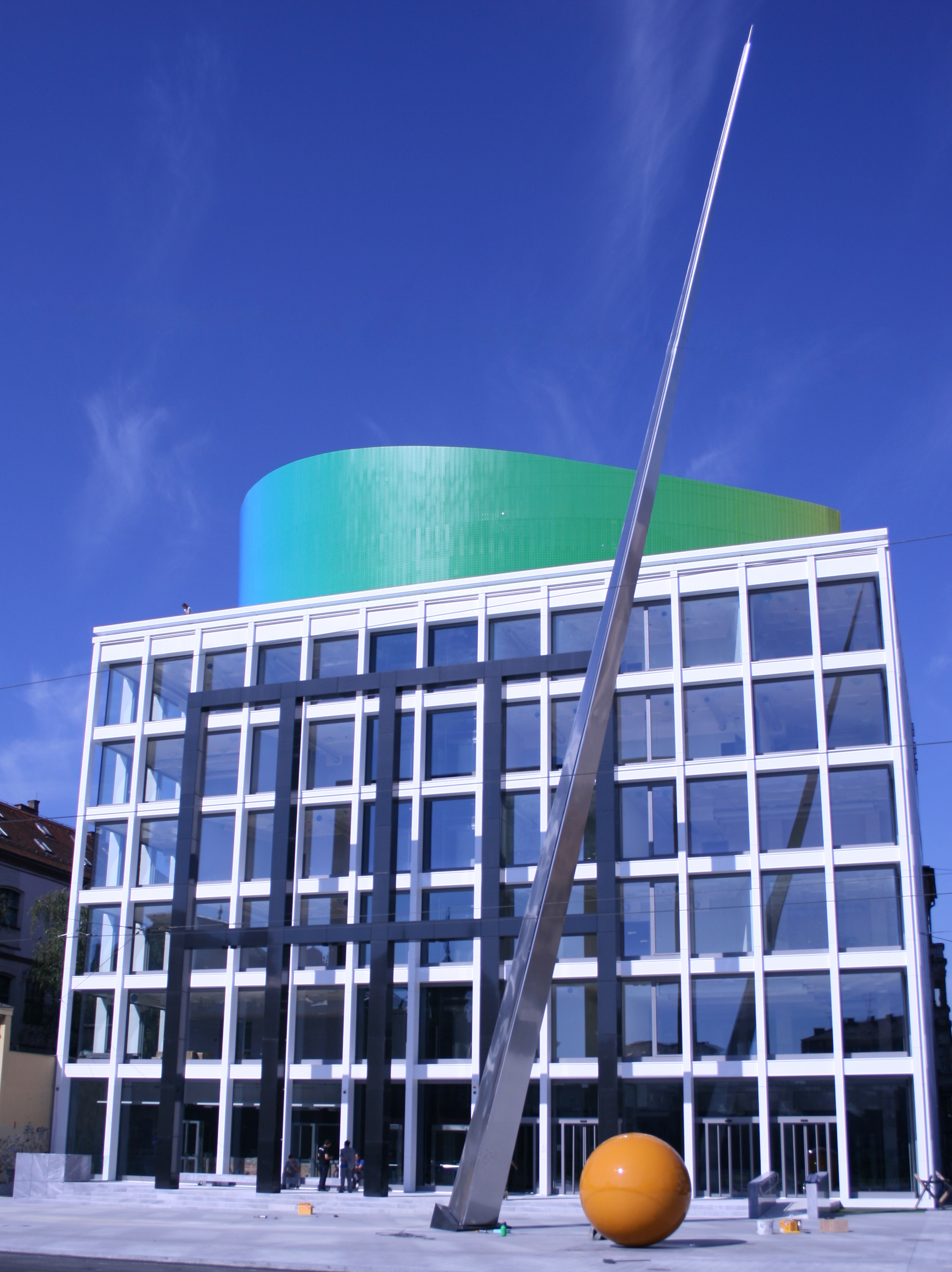

克罗地亚共和国广场是克罗地亚首都萨格勒布最大的广场之一。位于下城区（Donji grad），广场中心是克罗地亚国家剧院。它有时被称为“萨格勒布最美丽的广场”。。
现今的广场形成于1856年（在北侧建成原仁爱修女会医院，现为萨格勒布大学法律系）到1964年（西侧建成Ferimport大楼）。然而，广场上的大多数建筑物都是历史主义建筑风格。
克罗地亚共和国广场是萨格勒布市中心核心部分的所谓蓝努斯马蹄的U形广场公园带的西翼的一部分，是其中三个广场中的第一个。蓝努斯马蹄由工程师米兰·蓝努斯在19世纪后期设计。该带的东翼包括托米斯拉夫国王广场、斯特罗斯马约广场和尼古拉·蘇比奇·茲里涅斯基廣場，西翼包括马鲁利奇广场、伊凡·马祖兰尼奇广场和克罗地亚共和国广场，植物园将两者连接起来。广场上有好几个文化教育机构以及地标雕塑。

## 名称
广场的名字经常根据当时的政治环境而改变：
- 1878-1888年：博览会广场（Sajmišni trg）
- 1888-1919年：大学广场（Sveučilišni trg）
- 1919-1927年：威尔逊广场（Wilsonov trg）
- 1927-1941年：亚历山大一世广场（Trg kralja Aleksandra I.）
- 1941-1945年：第一广场（Trg I.）
- 1945-1946年：剧院广场（Kazališni trg）
- 1946-2017年：铁托元帅广场（Trg maršala Tita）
- 2017年至今：克罗地亚共和国广场（Trg Republike Hrvatske）

最后一次更名是在2017年8月31日/9月1日。因为铁托是一位负面的历史人物 。